# 디피코
디피코(DPECO)는 1998년 7월에 설립된 대한민국의 전기 자동차 제조 회사이다. 강원특별자치도 횡성군에 본사를 두고 있다.

## 역사
디피코는 1998년 설립되었다. 2010년, 초소형 전기트럭 포트로를 출시하였다. 자체적인 부품 조달로 국산화율이 88%에 달하였으며, 이 차량은 2021년 우정사업본부에 납품되었다.
2018년 초소형 전기화물차 개발에 착수하였다. 2020년 5월 본사를 경기도 군포시에서 강원특별자치도 횡성군의 우천산업단지로 이전하였다. 그해 11월 도장공장 준공식과 포트로 출고식을 열고 전기차 생산에 돌입하였다.

## 생산차량
- 디피코 포트로

## 수입 중단 차량
- 스카이웰 HU-SKY